# Șoimuș (okręg Bihor)
Șoimuș – wieś w Rumunii, w okręgu Bihor, w gminie Remetea. W 2011 roku liczyła 117 mieszkańców.